# Buyoga
Buyoga (Kinyarwanda Umurenge wa Buyoga) ist einer von 17 Sektoren im Distrikt Rulindo in der Nordprovinz von Ruanda.

## Geographie
Buyoga hat eine Fläche von 53,4 km² und liegt auf einer Höhe von etwa 1670 m. Der Sektor unterteilt sich in die sieben Zellen Busoro, Butare, Gahororo, Gitumba, Karama, Mwumba und Ndarage. Nachbarsektoren sind im Norden Kisaro, im Osten Mutete, im Süden Burega, im Südwesten Cyinzuzi, im Westen Tumba und im Nordwesten Kinihira. Der Fluss Muyanza bildet die Südgrenze von Buyoga, der Cyohoha die Nordwestgrenze und der Bach Rugabano die Nordostgrenze. Im Südwesten liegt zudem das Muyanza-Wasserreservoir.

## Bevölkerung
Nach der Volkszählung von 2022 betrug die Einwohnerzahl 24.721 Einwohner. Zehn Jahre zuvor waren es 22.171, was einem jährlichen Bevölkerungszuwachs von 1,1 Prozent zwischen 2012 und 2022 entspricht.

## Verkehr
Durch den Sektor verläuft eine Stand 2022 in dem Abschnitt nicht asphaltierte District Road.